# Эфенди
Эфе́нди (перс. آفندی‎, араб. أفندي‎, тур. efendi, азерб. əfəndi, каз. әпенді, баш. әфәнде, efendi, тат. әфәнде, әfәnde  — господин, повелитель, от новогреческого αφέντης — правитель, начальник (изначальное значение слова — αφέντες — человек, который может в суде защищать себя сам)) — титул и офицерское звание в Османской империи и в некоторых других государствах Востока в XV—XX столетиях.

## История
Вначале форма «эфенди» использовалась также как вежливое обращение к знатным особам вплоть до султана, заменив в этом смысле термин «челеби». Начиная с XIX века как к эфенди обращаются к членам семьи султана, духовным авторитетам, чиновничеству — титул «эфенди» ставился у них сразу за именем (например, Энвер-эфенди). Форма «эфенди» применялась также при обращении к женщинам — «ханым-эфенди» или к мужчинам — «бей-эфенди», иногда к иностранцам и немусульманам. Эфенди считались в Османской империи также все грамотные граждане, в отличие от неграмотных ага.
В военной иерархии Османской империи воинское звание эфенди примерно соответствовало европейскому званию лейтенант. Далее следовали звания «ага», «бей» и «паша». Воинское звание эфенди было отменено в Турции правительственным указом от 29 ноября 1934 года, а в Египте — в 1953 году. Звание эфенди носили до 1918 года также туземные офицеры колониальных войск в Германской Восточной Африке.
В современном суфизме дервиши некоторых тарикатов используют титул эфенди, обращаясь к своим шейхам.
У народов Северного Кавказа и в Боснии (ставится после имени, аналогично принятому среди, например, мусульман в России обращения «хазрат») так называют муллу.
В современной Турции — вежливое обращение, наподобие английского «сэр».